# Liste der Landschaftsschutzgebiete im Kreis Heinsberg
Die Liste der Landschaftsschutzgebiete im Kreis Heinsberg enthält die Landschaftsschutzgebiete des Kreises Heinsberg in Nordrhein-Westfalen.

## Liste
| Bild | Nummer        | Bezeichnung des Gebietes                                                                        | Fläche in Hektar | WDPA-ID   | Koordinaten | Datum der Verordnung |
| ---- | ------------- | ----------------------------------------------------------------------------------------------- | ---------------- | --------- | ----------- | -------------------- |
|      | LSG-4802-0001 | LSG-Schwalmplatte                                                                               | 3841,2955        | 555555166 | Position    | 2005                 |
|      | LSG-4802-0002 | LSG-Meinweg                                                                                     | 626,0008         | 555555167 | Position    | 2005                 |
|      | LSG-4802-019  | LSG-Kreis Heinsberg                                                                             | 9441,017         |           | Position    | 1986                 |
|      | LSG-4901-0001 | LSG-Saeffelbachtal                                                                              | 204,9018         | 555555301 | Position    | 2008                 |
|      | LSG-4901-0002 | LSG-Strukturreiche-Obstwiesen-Gehölzkomplexe der Ortsränder                                     | 415,4486         | 555555302 | Position    | 2008                 |
|      | LSG-4901-001  | LSG-Frilinghovener, Waldfeuchter und Kitschbachtal sowie Grenzwaldbereich bei Haaren            | 529,7155         | 386352    | Position    | 1989                 |
|      | LSG-4901-002  | LSG-Schalbruchniederung und Grenzbereich bei Schalbruch                                         | 309,1541         | 386356    | Position    | 1989                 |
|      | LSG-4901-003  | LSG-Saeffelbachtal                                                                              | 357,3217         | 386357    | Position    | 1989                 |
|      | LSG-4901-004  | LSG-Rodebachtal und Gangelter Heide                                                             | 456,3694         | 389574    | Position    | 1989                 |
|      | LSG-4901-005  | LSG-Westerheide                                                                                 | 239,8738         | 386359    | Position    | 1989                 |
|      | LSG-4901-006  | LSG-Schlounerberg                                                                               | 173,1054         | 386360    | Position    | 1989                 |
|      | LSG-4901-007  | LSG-Wäldchen östlich Süsterseel                                                                 | 2,9858           | 386361    | Position    | 1989                 |
|      | LSG-4902-0001 | LSG-Liecker Bach/Klosterhof                                                                     | 29,4696          | 555555310 | Position    | 2008                 |
|      | LSG-4902-0002 | LSG-Kitschbach                                                                                  | 24,8696          | 555555311 | Position    | 2008                 |
|      | LSG-4902-0003 | LSG-Kötteler Schar                                                                              | 76,335           |           | Position    | 2008                 |
|      | LSG-4902-0004 | LSG-Waldkomplex Hahnbusch/Gemeindebusch und Kötteler Schar                                      | 297,896          | 555589603 | Position    | 2008                 |
|      | LSG-4902-0005 | LSG-Abgrabungsbereiche südlich Heinsberg                                                        | 56,9042          | 555555314 | Position    | 2008                 |
|      | LSG-4902-010  | LSG-Wurmtal mit Tal des Beeckfliess, Immendorfer Fliess, Gereonsweiler Fliess u. Kötteler Schar | 1681,1096        | 555589608 | Position    | 1983                 |
|      | LSG-4903-016  | LSG-Im Hetzerather Büschchen, Am unteren Kaulchen                                               | 25,5509          | 386363    | Position    | 1985                 |
|      | LSG-4903-017  | LSG-Wahnenbusch, Nüsterbachtal                                                                  | 475,0343         | 386364    | Position    | 1985                 |
|      | LSG-4903-018  | LSG-Lövenicher Graben                                                                           | 22,7243          | 386365    | Position    | 1985                 |
|      | LSG-4904-004  | LSG-Sportplatz An der Sandkaul, Rückhaltebecken                                                 | 8,4536           | 386367    | Position    | 1985                 |
|      | LSG-4904-015  | LSG-Niersquellgebiet                                                                            | 161,3356         | 386366    | Position    | 1985                 |
|      | LSG-5002-0001 | LSG-Rodebachtal                                                                                 | 38,7841          | 555589503 | Position    | 2008                 |
|      | LSG-5002-001  | LSG-Teverener Heide                                                                             | 1278,7861        | 389584    | Position    | 1995                 |
|      | LSG-5002-002  | LSG-Teverener Bachtal                                                                           | 18,1506          | 389975    | Position    | 1995                 |
|      | LSG-5002-004  | LSG-An der Fleet                                                                                | 17,5433          | 389969    | Position    | 1995                 |
|      | LSG-5002-005  | LSG-Wurmtal und Seitentäler                                                                     | 776,9149         | 389585    | Position    | 1995                 |
|      | LSG-5002-006  | LSG-Übachtal                                                                                    | 20,2758          | 389614    | Position    | 1995                 |
|      | LSG-5002-007  | LSG-Scheidbusch                                                                                 | 16,9514          | 389620    | Position    | 1995                 |
|      | LSG-5002-008  | LSG-Wirtsberg                                                                                   | 6,7199           | 389573    | Position    | 1989                 |
|      | LSG-5002-009  | LSG-Rodebachtal                                                                                 | 96,3179          | 389574    | Position    | 1989                 |
|      | LSG-5002-011  | LSG-Fürthenrode                                                                                 | 4,7527           | 390038    | Position    | 1983                 |
|      | LSG-5002-012  | LSG-Tripser Wald                                                                                | 5,0625           | 389980    | Position    | 1983                 |
|      | LSG-5002-013  | LSG-Müllendorfer Bruch Nord                                                                     | 12,2521          | 390039    | Position    | 1983                 |
|      | LSG-5002-014  | LSG-Müllendorfer Bruch Süd                                                                      | 5,5006           | 390046    | Position    | 1983                 |